# Was macht das schon
Was macht das schon – singel niemieckiego piosenkarza Thomasa Andersa, wydany 11 lutego 1983 roku.

## Lista utworów
| Nr | Tytuł utworu                | Długość |
| -- | --------------------------- | ------- |
| 1. | „Was Macht Das Schon”       | 3:10    |
| 2. | „Steig Aus, Wenn Du Kannst” | 2:51    |
|    |                             | 6:01    |